# Narundi Fossae
Le Narundi Fossae sono una struttura geologica della superficie di Venere.